# Paradise / Endless Fighters
Pour les articles homonymes, voir Paradise.
Singles de AAA
Makenai Kokoro
(2010) Daiji na Koto
(2011)
Paradise / Endless Fighters est le 26esingle du groupe AAA sorti sous le label Avex Trax le 17 novembre 2010 au Japon. Il atteint la 5e place du classement de l'Oricon. Il se vend à 46 014 exemplaires la première semaine et reste classé 10 semaines, pour un total de 57 856 exemplaires vendus. Il sort en format CD et CD+DVD.
DEPARTURES est une reprise du groupe Globe; et Endless Fighters a été utilisé comme thème musical pour Pokémon Smash. Paradise est présente sur le mini-album "Buzz Communication" Pre-Release Special Mini Album et sur l'album Buzz Communication où se trouve aussi Endless Fighters et DEPARTURES.

## Liste des titres
| 1. | Paradise                                             | kenko-p        | Tetsuya Komuro | 4:59 |
| 2. | Endless Fighters                                     | Kenn Kato      | Tetsuya Komuro | 4:20 |
| 3. | DEPARTURES (Original : Globe) (version CD seulement) | Tetsuya Komuro | Tetsuya Komuro | 5:30 |
| 4. | Paradise (Instrumental)                              | kenko-p        | Tetsuya Komuro | 4:59 |
| 5. | Endless Fighters (Instrumental)                      | Kenn Kato      | Tetsuya Komuro | 4:19 |

| 1. | Paradise |  |
| 2. | WOW WAR TONIGHT ~Toki ni wa Okose yo Movement~ (9/12 Yokohama Arena Live Clip) (WOW WAR TONIGHT～時には起こせよムーヴメント～ (9/12 横浜アリーナライヴ映像)) |  |

| 1. | Makenai Kokoro (Making of) (負けない心)                                                   |  |
| 2. | Makenai Kokoro (9/12 Yokohama Arena Live Clip) (負けない心 (9/12 横浜アリーナライヴ映像)) |  |